# Hibiskussläktet
Hibiskussläktet (Hibiscus) är ett släkte i familjen malvaväxter med cirka 250 arter. Släktet förekommer huvudsakligen i subtropiska och tropiska områden i alla världsdelar.
Ett- eller fleråriga örter, buskar till träd, vanligen med stjärnhår. Blad mycket varierande. Blommorna kommer i bladvecken, vanligen ensamma, mer sällan i kvastar eller klasar. Ytterfoder med 3 flikar. Foder vanligen 5-flikigt. Kronbladen har varierande färger. Ståndarna är ihopväxta till en pelare. Frukten är en torr fem-rummig kapsel. De används i första hand som prydnadsväxter. En art, frilandshibiskus (H. syriacus)  odlas som härdig buske och flera arter kan användas som ettåriga utplanteringsväxter. Arten hibiskus (H. rosa-sinensis) är en vanlig krukväxt.

## Bildgalleri

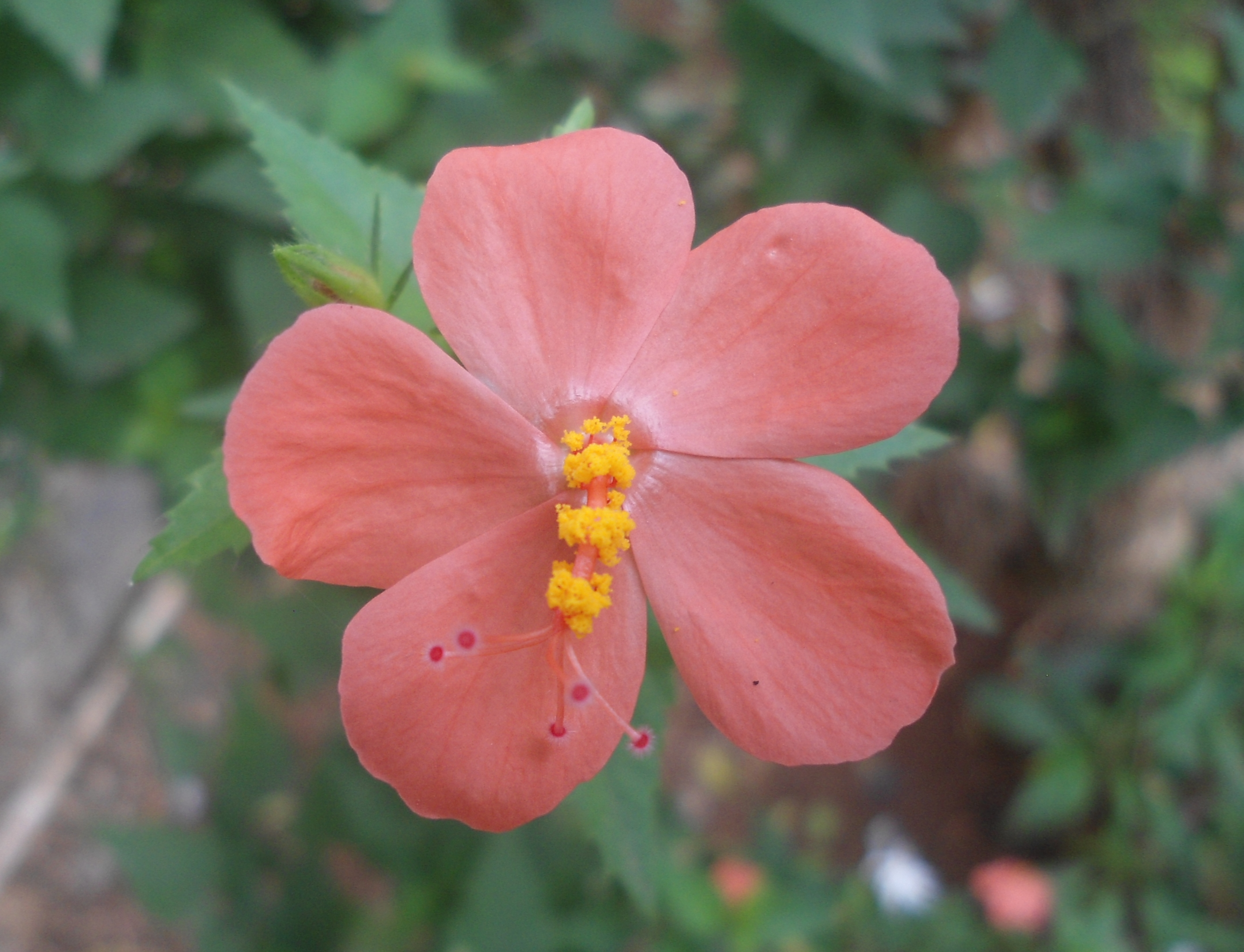
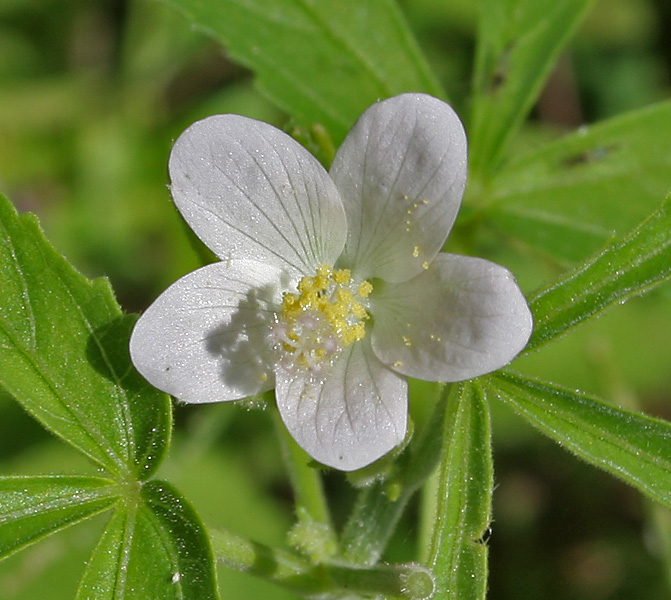
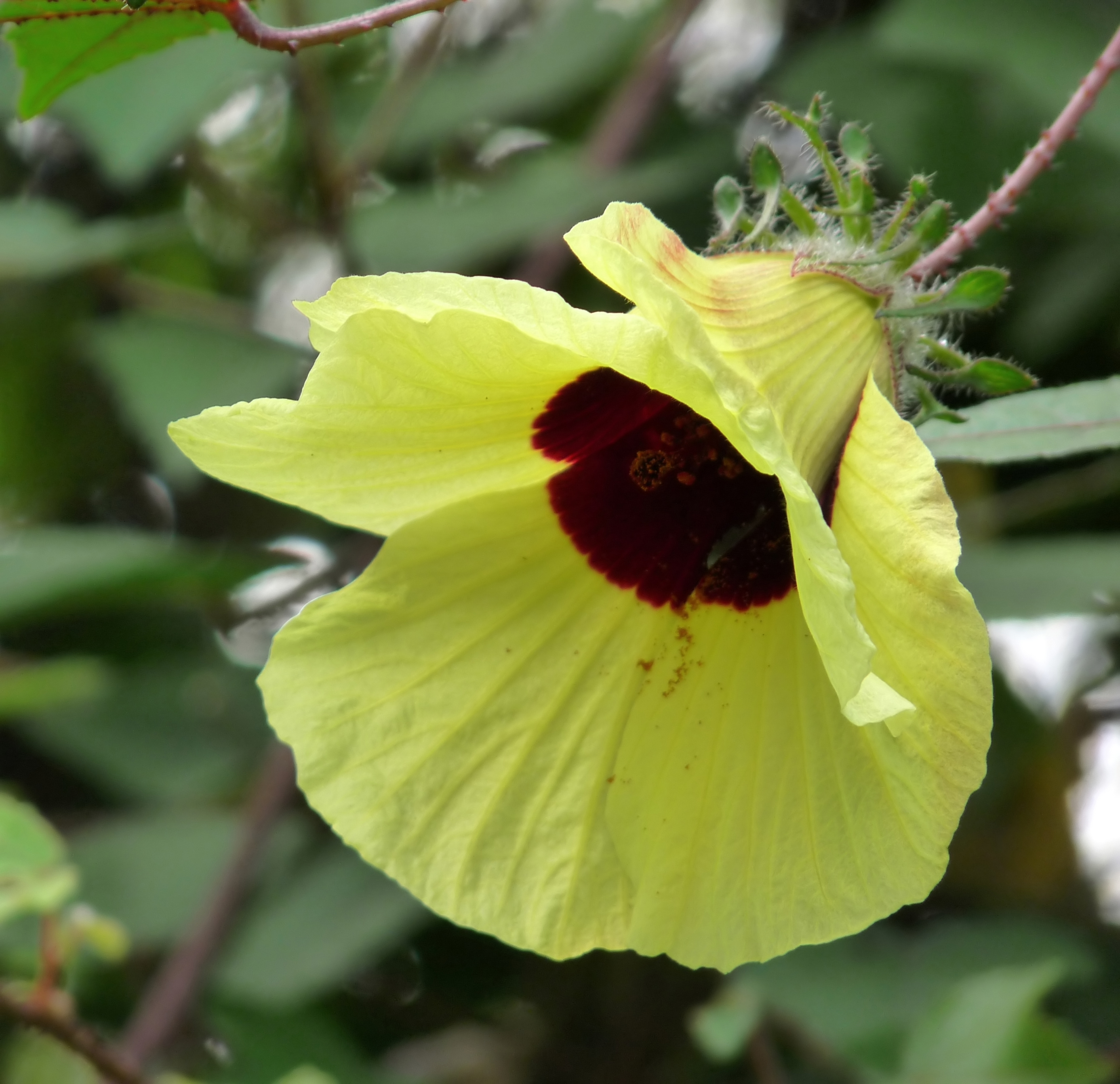
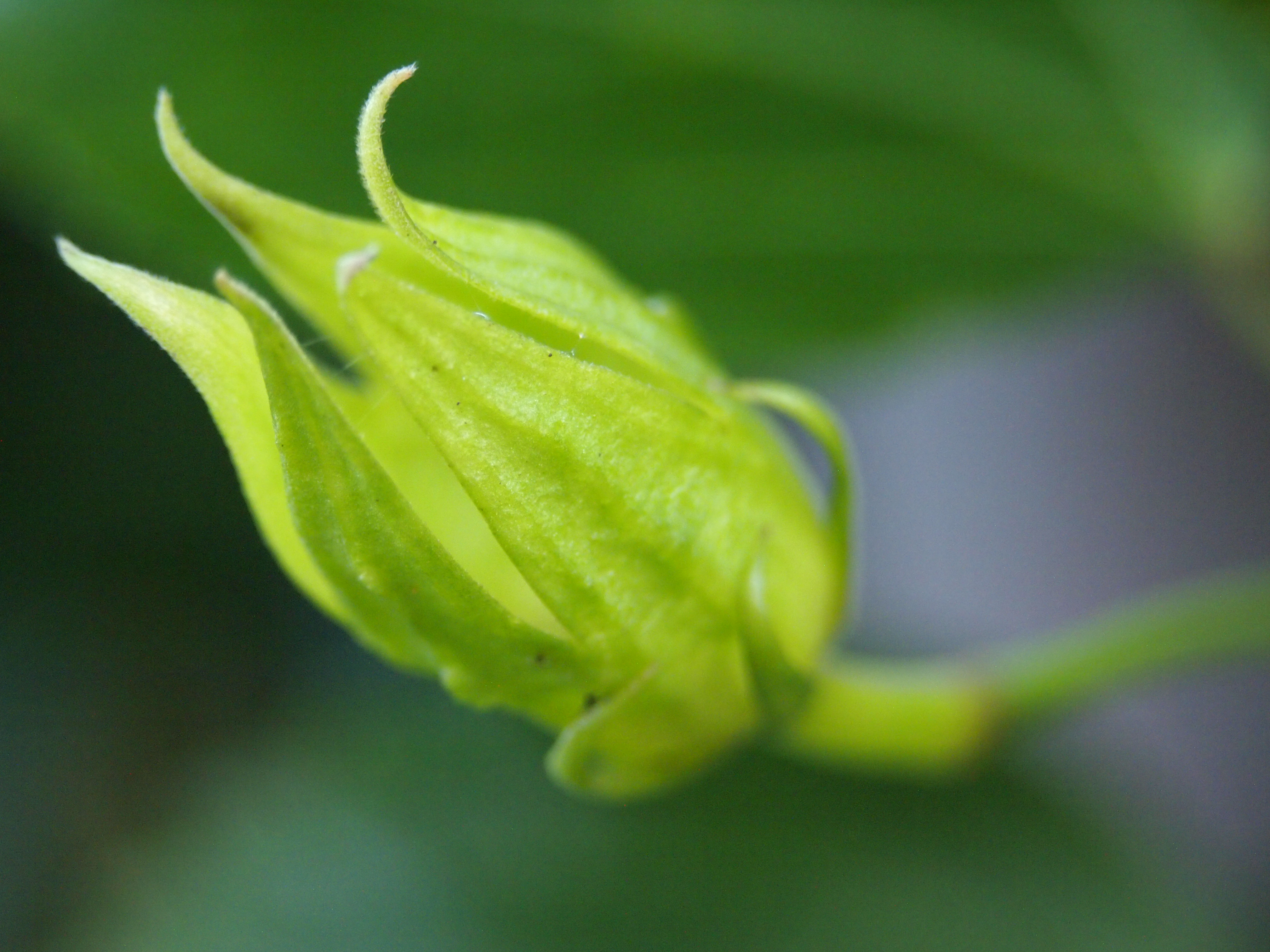
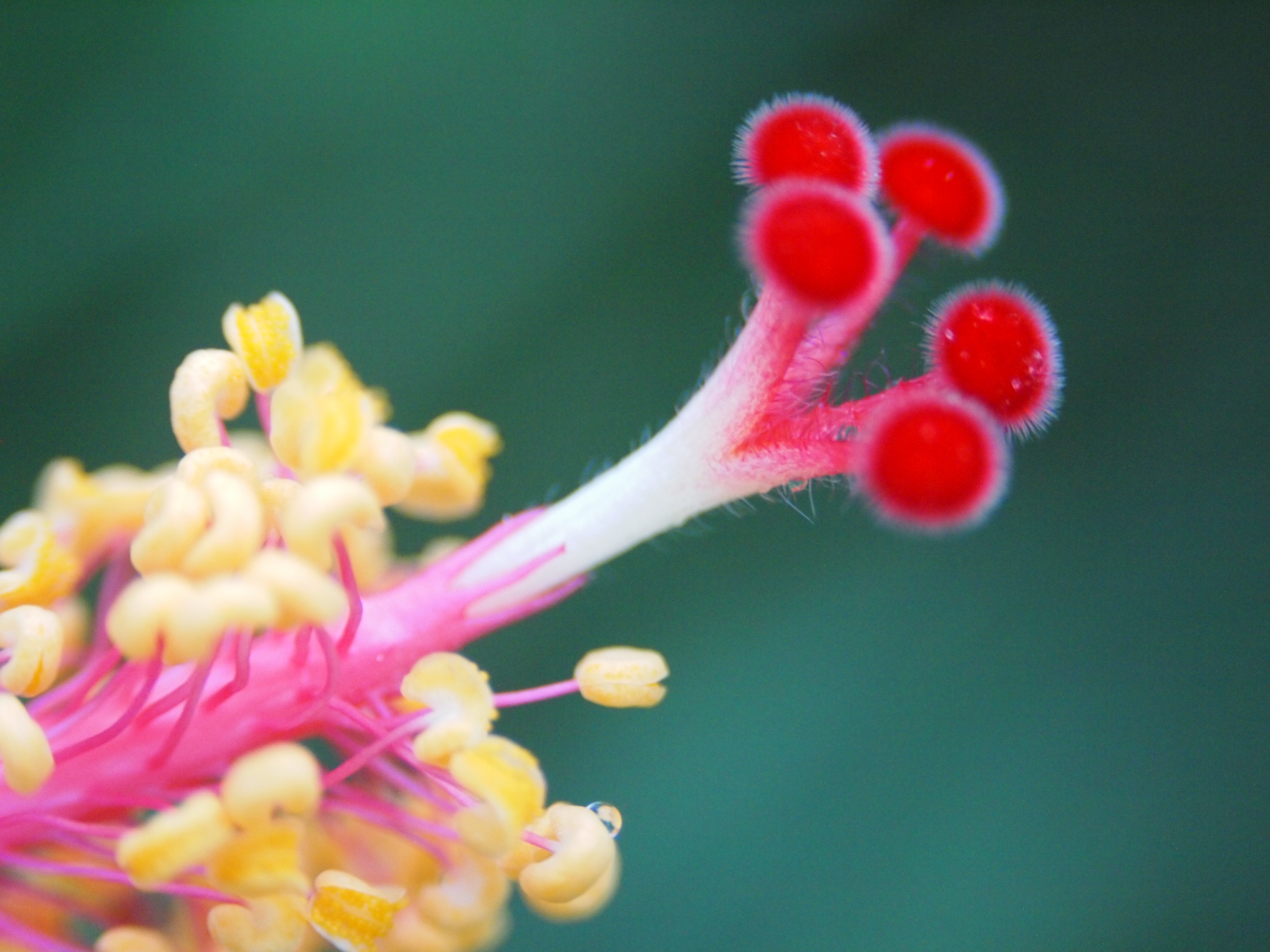

## Dottertaxa till Hibiskusar, i alfabetisk ordning[1]
- Hibiscus acapulcensis
- Hibiscus acetosella
- Hibiscus acicularis
- Hibiscus aculeatus
- Hibiscus adscensionis
- Hibiscus aethiopicus
- Hibiscus ahlensis
- Hibiscus allenii
- Hibiscus altissimus
- Hibiscus amambayensis
- Hibiscus amazonicus
- Hibiscus ambovombensis
- Hibiscus andersonii
- Hibiscus andongensis
- Hibiscus aneuthe
- Hibiscus angolensis
- Hibiscus ankaramyensis
- Hibiscus antanossarum
- Hibiscus aphelus
- Hibiscus apodus
- Hibiscus aponeurus
- Hibiscus archeri
- Hibiscus arenicola
- Hibiscus argutus
- Hibiscus aridicola
- Hibiscus aridus
- Hibiscus arnhemensis
- Hibiscus arnottianus
- Hibiscus articulatus
- Hibiscus asperifolius
- Hibiscus australensis
- Hibiscus austrinus
- Hibiscus austroyunnanensis
- Hibiscus bacalusius
- Hibiscus barbosae
- Hibiscus benensis
- Hibiscus benguellensis
- Hibiscus bequaertii
- Hibiscus berberidifolius
- Hibiscus bernieri
- Hibiscus bicalyculatus
- Hibiscus bifurcatus
- Hibiscus biseptus
- Hibiscus bojerianus
- Hibiscus boranensis
- Hibiscus borealis
- Hibiscus boryanus
- Hibiscus brachychlaenus
- Hibiscus brachysiphonius
- Hibiscus brackenridgei
- Hibiscus brennanii
- Hibiscus bricchettii
- Hibiscus brittonianus
- Hibiscus burtonii
- Hibiscus burtt-davyi
- Hibiscus byrnesii
- Hibiscus cabralensis
- Hibiscus caerulescens
- Hibiscus caesius
- Hibiscus calcicola
- Hibiscus calodendron
- Hibiscus calyphyllus
- Hibiscus cameronii
- Hibiscus campylosiphon
- Hibiscus cannabinus
- Hibiscus capitalensis
- Hibiscus carrii
- Hibiscus castroi
- Hibiscus ceratophorus
- Hibiscus cerradoensis
- Hibiscus chancoae
- Hibiscus chapadensis
- Hibiscus chrysochaetus
- Hibiscus citrinus
- Hibiscus clayi
- Hibiscus clypeatus
- Hibiscus coatesii
- Hibiscus coccineus
- Hibiscus cochleariferus
- Hibiscus coddii
- Hibiscus colimensis
- Hibiscus columnaris
- Hibiscus commixtus
- Hibiscus comoensis
- Hibiscus comorensis
- Hibiscus conceptionis
- Hibiscus congestiflorus
- Hibiscus conradsii
- Hibiscus convolvulaceus
- Hibiscus corditectus
- Hibiscus corrugatus
- Hibiscus corymbosus
- Hibiscus costatus
- Hibiscus coulteri
- Hibiscus crassinervius
- Hibiscus cravenii
- Hibiscus cuanzensis
- Hibiscus cucurbitaceus
- Hibiscus cuneiformis
- Hibiscus dasycalyx
- Hibiscus debeerstii
- Hibiscus decaspermus
- Hibiscus deflersii
- Hibiscus denudatus
- Hibiscus dimidiatus
- Hibiscus dinteri
- Hibiscus dioscorides
- Hibiscus diriffan
- Hibiscus discolorifolius
- Hibiscus discophorus
- Hibiscus divaricatus
- Hibiscus diversifolius
- Hibiscus dongolensis
- Hibiscus donianus
- Hibiscus drummondii
- Hibiscus eggersii
- Hibiscus elegans
- Hibiscus elliottiae
- Hibiscus ellisii
- Hibiscus elongatifolius
- Hibiscus engleri
- Hibiscus eriocarpus
- Hibiscus eriospermus
- Hibiscus erlangeri
- Hibiscus erodiifolius
- Hibiscus escobariae
- Hibiscus exellii
- Hibiscus fallax
- Hibiscus fanambanensis
- Hibiscus faulknerae
- Hibiscus ferreirae
- Hibiscus ferrugineus
- Hibiscus ficalhoanus
- Hibiscus fijiensis
- Hibiscus fischeri
- Hibiscus flagelliformis
- Hibiscus flavifolius
- Hibiscus flavoroseus
- Hibiscus fleckii
- Hibiscus floccosus
- Hibiscus fluminis-aprili
- Hibiscus fluvialis
- Hibiscus forsteri
- Hibiscus fragilis
- Hibiscus fragrans
- Hibiscus fritzscheae
- Hibiscus fryxellii
- Hibiscus furcatus
- Hibiscus furcellatoides
- Hibiscus furcellatus
- Hibiscus fuscus
- Hibiscus gagnepainii
- Hibiscus garambensis
- Hibiscus genevii
- Hibiscus geranioides
- Hibiscus gilletii
- Hibiscus glanduliferus
- Hibiscus goldsworthii
- Hibiscus goossensii
- Hibiscus gossweileri
- Hibiscus gourmania
- Hibiscus grandidieri
- Hibiscus grandiflorus
- Hibiscus grandistipulatus
- Hibiscus greenwayi
- Hibiscus gregoryi
- Hibiscus grewiifolius
- Hibiscus grewioides
- Hibiscus guerkeanus
- Hibiscus gwandensis
- Hibiscus hakeifolius
- Hibiscus hasirikus
- Hibiscus hasslerianus
- Hibiscus haynaldii
- Hibiscus henningsianus
- Hibiscus heterophyllus
- Hibiscus hilarianus
- Hibiscus hildebrandtii
- Hibiscus hirtus
- Hibiscus hochreutineri
- Hibiscus hochstetteri
- Hibiscus holstii
- Hibiscus homblei
- Hibiscus hongjinma
- Hibiscus hoshiarpurensis
- Hibiscus huegelii
- Hibiscus huillensis
- Hibiscus hundtii
- Hibiscus indicus
- Hibiscus inimicus
- Hibiscus insularis
- Hibiscus isalensis
- Hibiscus itirapinensis
- Hibiscus jacksonianus
- Hibiscus jaliscensis
- Hibiscus kabuyeanus
- Hibiscus keilii
- Hibiscus kenneallyi
- Hibiscus kirkii
- Hibiscus kitaibelifolius
- Hibiscus kochii
- Hibiscus kokio
- Hibiscus krichauffianus
- Hibiscus labordei
- Hibiscus laevis
- Hibiscus lamalama
- Hibiscus lasiococcus
- Hibiscus lavaterioides
- Hibiscus laxiflorus
- Hibiscus ledermannii
- Hibiscus leptocladus
- Hibiscus leviseminus
- Hibiscus liliastrum
- Hibiscus liliazanza
- Hibiscus liliiflorus
- Hibiscus loandensis
- Hibiscus lobatus
- Hibiscus lonchosepalus
- Hibiscus longifilus
- Hibiscus longisepalus
- Hibiscus ludwigii
- Hibiscus lunariifolius
- Hibiscus macilwraithensis
- Hibiscus macranthus
- Hibiscus macrogonus
- Hibiscus macropodus
- Hibiscus maculatus
- Hibiscus makinoi
- Hibiscus malacophyllus
- Hibiscus malacospermus
- Hibiscus mandrarensis
- Hibiscus mangindranensis
- Hibiscus manuripiensis
- Hibiscus marenitensis
- Hibiscus mariae
- Hibiscus marlothianus
- Hibiscus martianus
- Hibiscus masasianus
- Hibiscus mastersianus
- Hibiscus matogrossensis
- Hibiscus mechowii
- Hibiscus meeusei
- Hibiscus megistanthus
- Hibiscus menzelii
- Hibiscus meraukensis
- Hibiscus merxmuelleri
- Hibiscus mesnyi
- Hibiscus meyeri
- Hibiscus meyeri-johannis
- Hibiscus micranthus
- Hibiscus microcarpus
- Hibiscus migeodii
- Hibiscus minkebeensis
- Hibiscus minutibracteolus
- Hibiscus mongallaensis
- Hibiscus moscheutos
- Hibiscus moxicoensis
- Hibiscus multiformis
- Hibiscus multilobatus
- Hibiscus mutabilis
- Hibiscus mutatus
- Hibiscus naegelei
- Hibiscus nanuzae
- Hibiscus nelsonii
- Hibiscus ngokbanakii
- Hibiscus nigricaulis
- Hibiscus noldeae
- Hibiscus noli-tangere
- Hibiscus normanii
- Hibiscus obtusilobus
- Hibiscus okavangensis
- Hibiscus orbicularis
- Hibiscus ottoi
- Hibiscus ovalifolius
- Hibiscus owariensis
- Hibiscus oxaliflorus
- Hibiscus pachycarpus
- Hibiscus pacificus
- Hibiscus palmatifidus
- Hibiscus palmatus
- Hibiscus paludicola
- Hibiscus panduriformis
- Hibiscus paolii
- Hibiscus papuanus
- Hibiscus paramutabilis
- Hibiscus parkinsonii
- Hibiscus partitus
- Hibiscus parvilobus
- Hibiscus pedunculatus
- Hibiscus peralbus
- Hibiscus peripteroides
- Hibiscus perrieri
- Hibiscus peruvianus
- Hibiscus peterianus
- Hibiscus petherickii
- Hibiscus phoeniceus
- Hibiscus physaloides
- Hibiscus pinonianus
- Hibiscus platycalyx
- Hibiscus poeppigii
- Hibiscus pohlii
- Hibiscus poilanei
- Hibiscus ponticus
- Hibiscus praeteritus
- Hibiscus procerus
- Hibiscus propulsator
- Hibiscus prunifolius
- Hibiscus pruriosus
- Hibiscus pseudohirtus
- Hibiscus pterocarpoides
- Hibiscus pulvinulifer
- Hibiscus purpureus
- Hibiscus purpusii
- Hibiscus pusillus
- Hibiscus pycnostemon
- Hibiscus quattenensis
- Hibiscus radiatus
- Hibiscus rectiflorus
- Hibiscus reekmansii
- Hibiscus reflexus
- Hibiscus rhabdotospermus
- Hibiscus rhodanthus
- Hibiscus rhomboideus
- Hibiscus ribifolius
- Hibiscus riceae
- Hibiscus richardsiae
- Hibiscus rosa-sinensis
- Hibiscus rostellatus
- Hibiscus rubriflorus
- Hibiscus rupicola
- Hibiscus sabdariffa
- Hibiscus sabei
- Hibiscus sabiensis
- Hibiscus saddii
- Hibiscus sakamaliensis
- Hibiscus saponarius
- Hibiscus saxatilis
- Hibiscus saxicola
- Hibiscus scandens
- Hibiscus schinzii
- Hibiscus schizopetalus
- Hibiscus schweinfurthii
- Hibiscus sciadiolepidus
- Hibiscus scindicus
- Hibiscus scotellii
- Hibiscus scottii
- Hibiscus sebastianii
- Hibiscus seineri
- Hibiscus selesiensis
- Hibiscus setulosus
- Hibiscus shirensis
- Hibiscus sidiformis
- Hibiscus sineaculeatus
- Hibiscus sinosyriacus
- Hibiscus skeneae
- Hibiscus socotranus
- Hibiscus solanifolius
- Hibiscus somalensis
- Hibiscus sororius
- Hibiscus sparseaculeatus
- Hibiscus spartioides
- Hibiscus spiralis
- Hibiscus splendens
- Hibiscus splendidus
- Hibiscus squamosus
- Hibiscus squarrulosus
- Hibiscus sreenarayanianus
- Hibiscus stenanthus
- Hibiscus stenophyllus
- Hibiscus sterculiifolius
- Hibiscus stewartii
- Hibiscus striatus
- Hibiscus sturtii
- Hibiscus subnudus
- Hibiscus subreniformis
- Hibiscus sudanensis
- Hibiscus sulfuranthus
- Hibiscus sumbawanus
- Hibiscus superbus
- Hibiscus surattensis
- Hibiscus symonii
- Hibiscus syriacus
- Hibiscus taiwanensis
- Hibiscus talbotii
- Hibiscus teijsmannii
- Hibiscus tenorii
- Hibiscus thegaleus
- Hibiscus thespesianus
- Hibiscus timorensis
- Hibiscus tisserantii
- Hibiscus torrei
- Hibiscus tozerensis
- Hibiscus trichonychus
- Hibiscus trilineatus
- Hibiscus trilobus
- Hibiscus trionum
- Hibiscus uncinellus
- Hibiscus upingtoniae
- Hibiscus urbanii
- Hibiscus urticifolium
- Hibiscus waimeae
- Hibiscus varians
- Hibiscus waterbergensis
- Hibiscus watsonii
- Hibiscus verbasciformis
- Hibiscus verdcourtii
- Hibiscus whytei
- Hibiscus vilhenae
- Hibiscus wilsonii
- Hibiscus windischii
- Hibiscus vitifolius
- Hibiscus volkensii
- Hibiscus yunnanensis
- Hibiscus zanzibaricus
- Hibiscus zeyheri
- Hibiscus zonatus
- Hibiscus zygomorphus